# Эрнандес, Франсиско (футболист, 1924)
Франси́ско Эрна́ндес Пине́да (исп. Francisco Hernández Pineda; 16 января 1924 — 24 января 2011) — мексиканский футболист, играл на позиции полузащитника. Участник чемпионата мира 1950 года.

## Биография

### Клубная карьера
Воспитывался в молодёжной команде «Некакса». В 1945 году присоединился к клубу «Астуриас», за который играл в течение пяти сезонов. В 1950 году перешёл в «Некаксу», за которую играл в течение трёх сезонов.
В 1953 году перешёл в «Сакатепек», за который играл в течение восьми сезонов. В составе «каньерос» выиграл 2 чемпионских титула, 2 Кубка Мексики и трофей Чемпион чемпионов Мексики в 1958 году. Завершил карьеру в 1962 году после вылета «Сакатепека» во Второй дивизион.

### Карьера в сборной
В составе сборной Мексики принимал участие на чемпионате мира 1950 года, но на поле не выходил. Всего за сборную Мексики сыграл 4 матча.

### Смерть
Скончался 24 января 2011 года в возрасте 83 лет.

## Достижения
«Сакатепек»
- Чемпион Мексики (2): 1954/55, 1957/58
- Обладатель Кубка Мексики (2): 1956/57, 1958/59
- Обладатель трофея Чемпион чемпионов Мексики (1): 1958